# San Cristóbal (Río de Janeiro)
El Barrio Imperial de San Cristóbal (en portugués Bairro Imperial de São Cristóvão) es un barrio de la Zona Central de Río de Janeiro, en Brasil.  La colonización portuguesa de la zona comenzó con la fundación de la Iglesia de San Cristóbal en 1627 en un terreno que se encontraba frente a la bahía de Guanabara. En 1803 se construyó el Palacio de San Cristóbal y siete años más tarde el rey Juan VI eligió como residencia real de la Casa de Braganza. Con la república, la élite se redirigió para los jóvenes barrios de Botafogo y Copacabana, y el Palacio se hizo la actual sede del Museo Nacional. Limita con los barrios históricos de Caju y Santo Cristo, con los movidos y recientes barrios de Benfica, Praça da Bandeira, y Maracaná, con la Manguera, a oeste; y del barrio Vasco de la Gamma, que fue desglosado de San Cristóbal en 1998. Entre sus sitios de interés se encuentran el Jardín Zoológico de Río de Janeiro y Parque de Boa Vista.

## Historia
En el área donde actualmente se encuentra el barrio había una aldea indígena de los tamoios, de la tribu de los araroues, aliados de los franceses durante la Francia Antártica. Diezmados en la campaña de 1567, en su lugar se establecieron los temiminós de Arariboia. Estos fundaron una nueva aldea con el nombre cristiano de su líder: Martinho.
La colonización efectiva del área se daría al largo del siglo XVII, con la fundación de la Iglesia de San Cristóbal en 1627, entonces en el litoral. Se afirma que en ese entonces los pescadores amarraban sus embarcaciones junto a las puertas de la iglesia para comparecer a las misas. Otro eje integrador era el Camino de San Cristóbal, primitiva vía que conectaba Río de Janeiro con los ingenios de azúcar del interior.

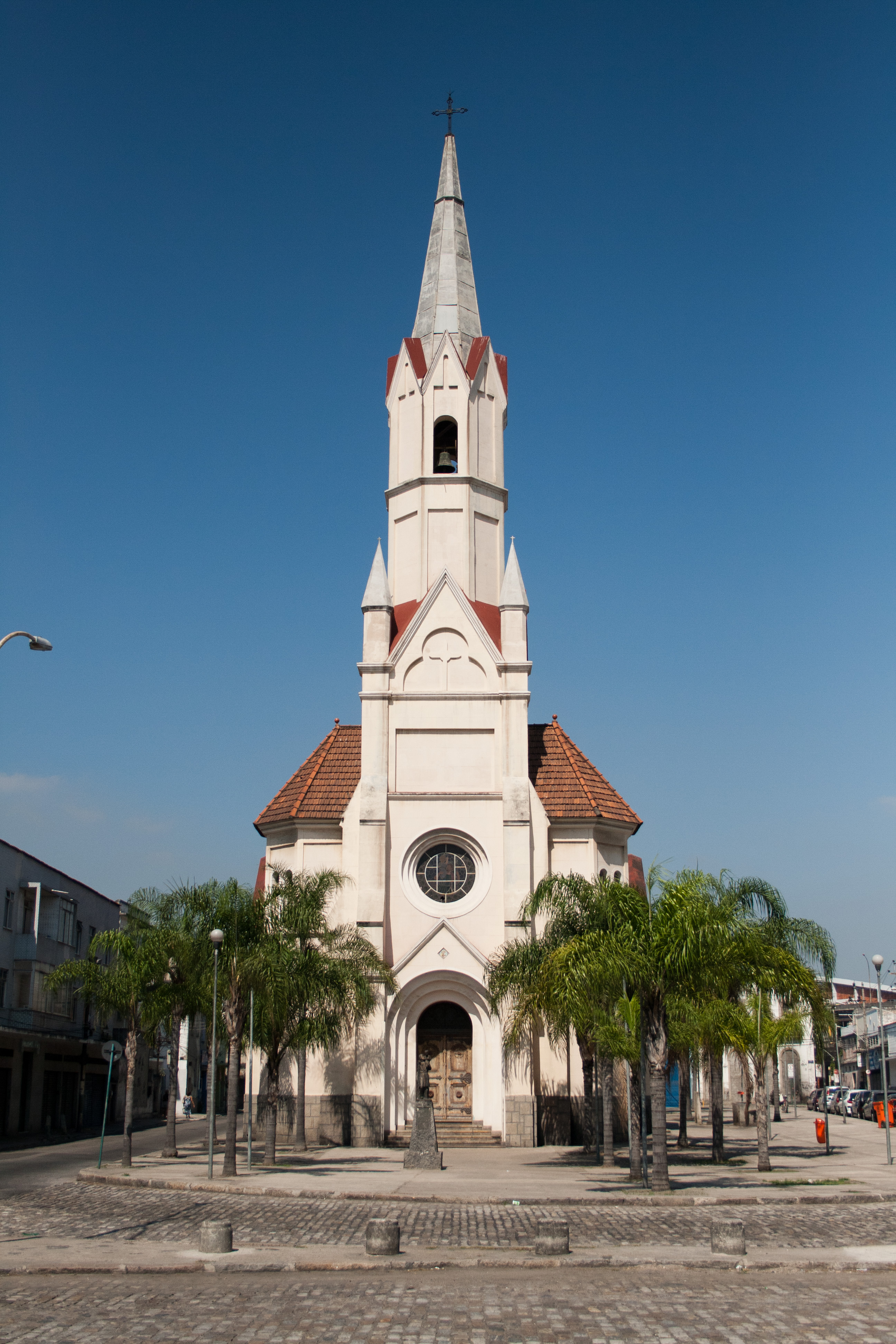
Iglesia de San Cristóbal, en la plaza Padre Séve.

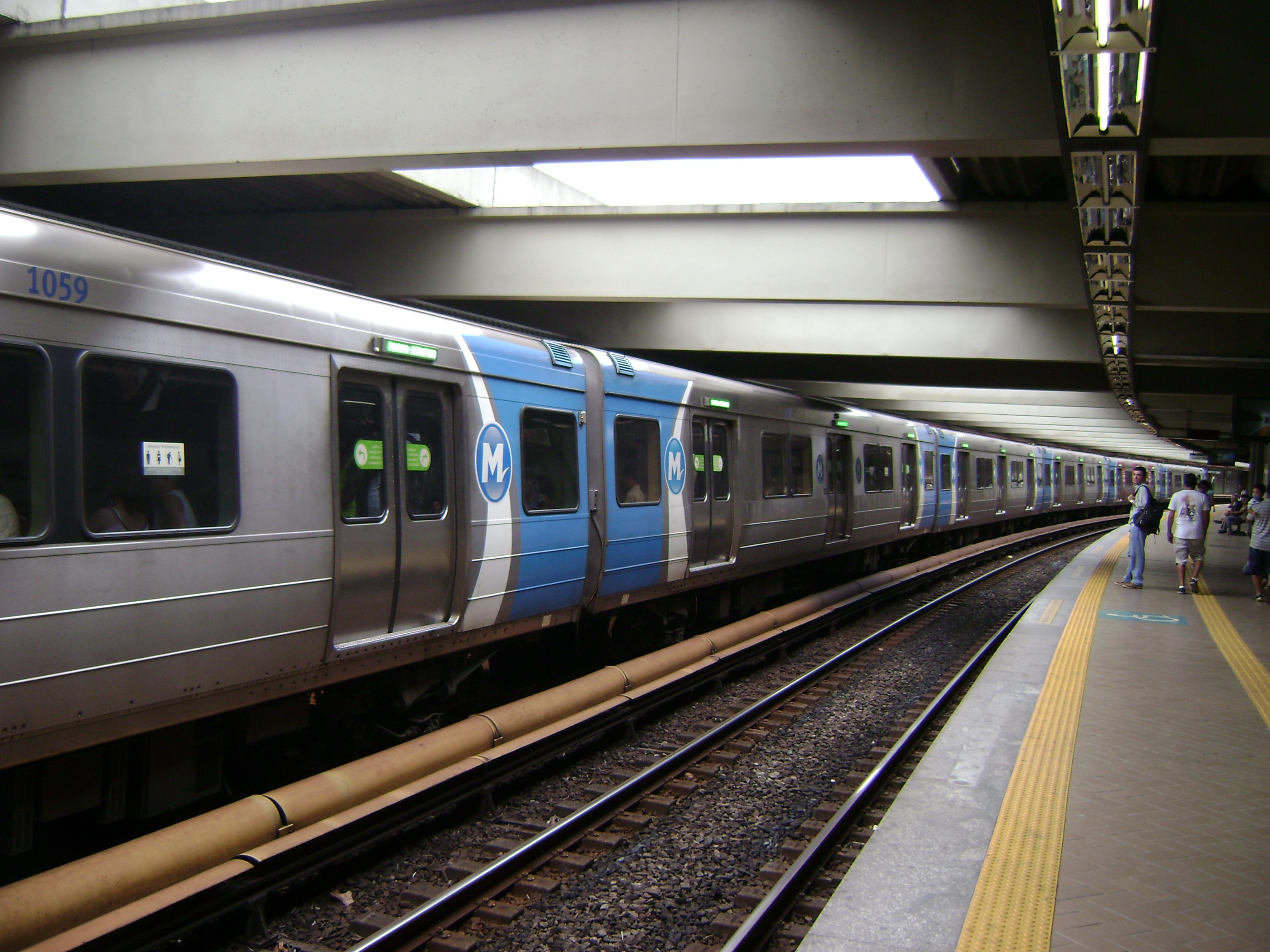
Estación San Cristóbal de metro y tren.

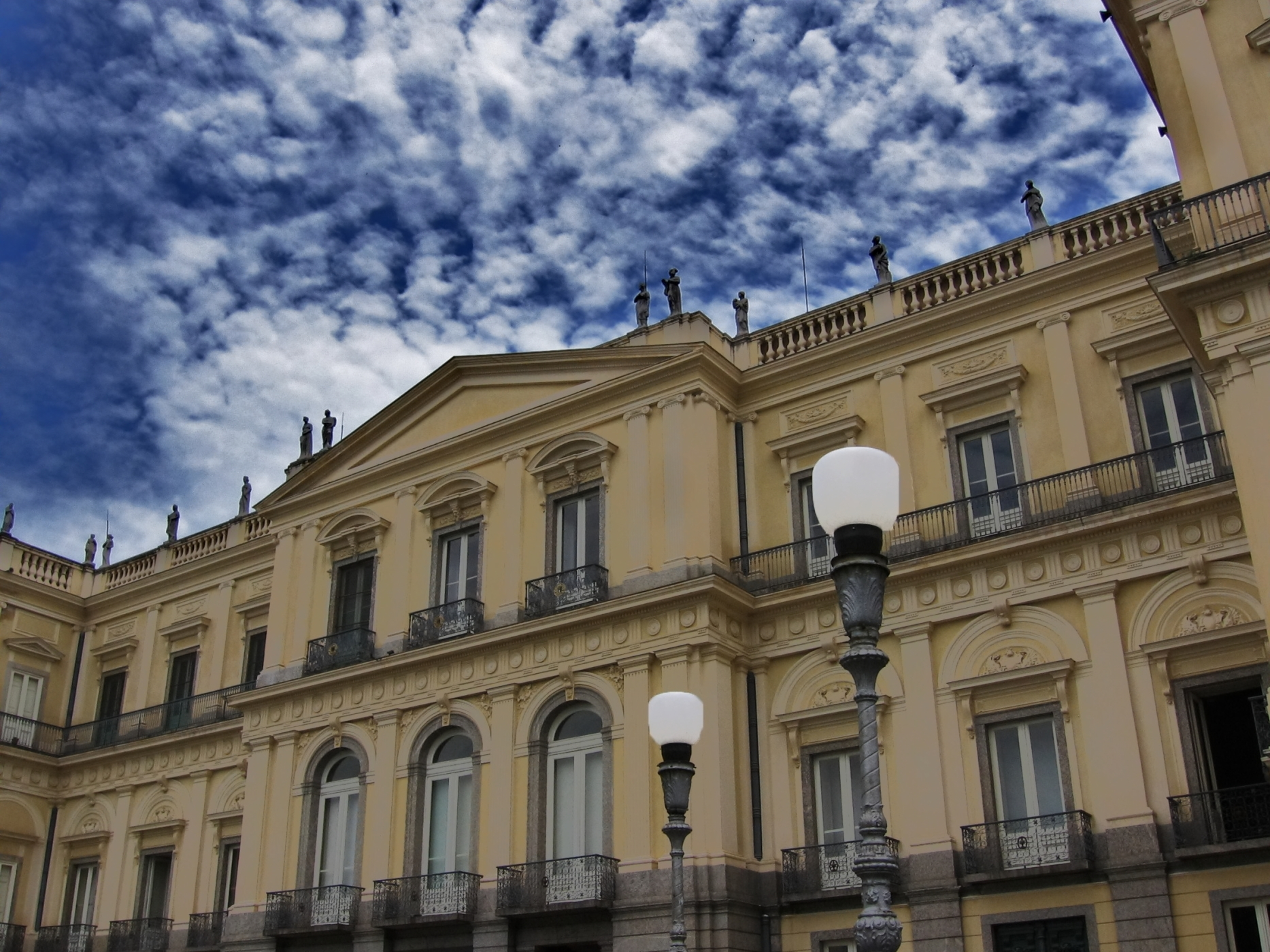
Fachada Palacio Imperial, sede del Museo Nacional de la UFRJ.

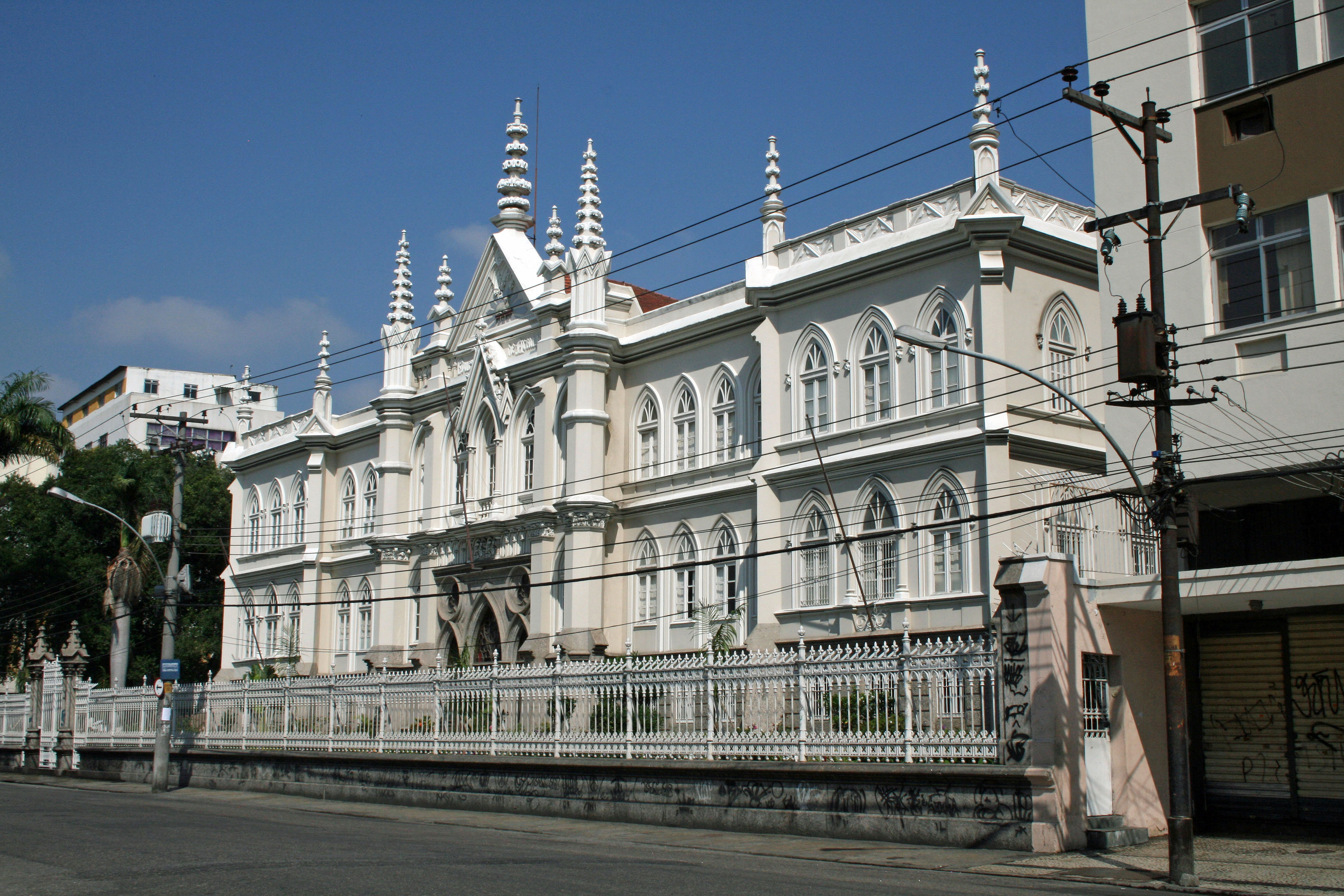
Educandário Gonçalves de Araújo, fundado en San Cristóbal en 1900.

### sigloXVIII
En 1759, Marqués de Pombal ordenó la expulsión de los jesuitas, y el gobernador de la Capitanía de Río de Janeiro les confiscó sus tierras en San Cristóbal. Las haciendas de la región fueron divididas en quintas y casas de campo más pequeñas, entre los cuales la Quinta de la Buena Vista. La sede de la Hacienda San Cristóbal fue transformada en hospital, el Hospital de los Lázaros, en 1765, que sigue en pie.

### sigloXIX
El barrio comenzó a destacarse hacia 1810, cuando Juan VI adoptó el Paço de la Quinta de la Buena Vista como su residencia oficial. Sin embargo, el mar incomodaba y manguezais y pantanos se extendían por la región, incomodando los habitantes con insectos y mal olor. Así, en torno a la quinta, crecieron casarões, se pavimentaron calles y se instaló iluminación pública.
La nobleza se cambió para el barrio (la Marquesa de Santos poseía una casa en el barrio, la cual abriga, actualmente, el Museo del Primero Reinado). Al largo del siglo XIX, el mar fue aterrizado en varios metros (el acceso a la Iglesia de San Cristóbal pasó a ser a pie) y los pantanos erradicados.
La familia real portuguesa residió en el Palacio de San Cristóbal hasta el regreso de Juan VI Portugal. Su hijo Pedro I de Brasil partió de viaje del Ancho de la Cancela, frente a la quinta, en el viaje en la cual declararía la Independencia de Brasil, en 1822. Su heredero, el futuro emperador Pedro II, nació y creció en el barrio. Desde allá gobernó el Imperio de Brasil por casi medio siglo.
Durante el gobierno Pedro II, a partir de San Cristóbal, se inició la instalación de industrias y la modernización de la ciudad con la instalación de una central de teléfonos (la primera línea de Sudamérica servía el Palacio de San Cristóbal) y una red de postes a la luz eléctrica en las calles. El emperador aún inauguró el Observatorio Nacional de Río de Janeiro, centro de estudios avanzados en astronomía y, aún hoy, uno de los principales centros desala ciencia en Brasil. La industrialización cambió el perfil del barrio, ya no más un lugar tranquilo propio para el paseo de familias y, a partir del final del siglo XIX, se inició el deterioro de las construcciones más antiguas. La caída del imperio ocasionó la transformación del palacio en museo, con la instalación del Museo Nacional de la Universidad Federal de Río de Janeiro en el local.

### sigloXX
Al largo del siglo XX, la actividad fabril norteou el perfil de San Cristóbal. En 1940, fue inaugurada la Avenida Brasil, principal vía de escoamento de la producción del barrio. Junto con las industrias, vinieron inmigrantes de todas las partes de Brasil a la busca de empleo. Hubo un proceso de ocupación desordenada y favelización de las áreas en torno a las fábricas. Al paso en que había la ocupación de inmigrantes, la clase media se movió para los barrios de la Zona Sur de la ciudad. Los antiguos sobrados y caserones fueron transformados en pequeñas tiendas comerciales y pensiones. 
Aún en esa época, el barrio es sede en Río de Janeiro y cuna fundador del Sistema Brasileño de Televisión, San Cristóbal era tenido como el mayor barrio industrial de Sudamérica,  hecho que los años 1966 y 1967, vino a ser construido el Pabellón de San Cristóbal. Un gran centro destinado las exposiciones de productos industrializados, en ese medio, el Pabellón fue también escenario de grandes eventos conectados las industrias, muchas exposiciones acompañadas con celebraciones con artistas famosos acontecieron en ese lugar, hasta su cierre a mediados de la década de 1980.

### sigloXXI
El barrio cuenta con facilidades logísticas una localización privilegiada junto al Centro. Cuenta asimismo con importantes vías, lo cual contribuyó a que fuera objeto de un plan de rehabilitación, ya hubiera alcanzado éxito por la aprobación de un nuevo Plan de Estructuración Urbana para San Cristóbal, votado y aprobado en 2004. Así, casi que inmediatamente después de, varios nuevos emprendimientos ya despontam en San Cristóbal, que por el nuevo plan, deberá transformarse en un nuevo barrio, con un gabarito más elevado y de característica también familiar, aprovechando la estructura disponible de metro, toda suerte de transporte urbano y, especialmente, la proximidad del Centro.

## Cultura
Además de edificios históricos esparcidos por el barrio, San Cristóbal posee diversas actividades culturales, especialmente en sus diversos museos históricos, como el Museo del Primero Reinado, el Museo Militar Conde de Linhares, y el Museo de Astronomía y Ciencias Afins. La Quinta de la Buena Vista abriga el Museo de Arqueología Nacional y Biblioteca de la UFRJ, y el Jardín Zoológico de Río de Janeiro.
La Iglesia de San Cristóbal divide con las Iglesias de Santa Edwiges, Sao Januário y Santo André el puesto de principal centro de culto católico del barrio. En la Calle Gotemburgo, prójimo a la estación de metro del barrio, se localiza el Grupo Mk comunicacional, vuelto para el segmento evangélico. Son parte de este grupo a Gravadora MK, la Radio 93 FM, el portal Elnet y otras ramificaciones.
El Campo de San Cristóbal presenta el Pabellón de San Cristóbal, rebautizado en 2003 como Centro de Tradiciones Nordestinas Luiz Gonzaga. En el local, es realizada de tercera a domingo una gran feria popular donde se puede conocer las músicas, las bailas, la culinaria y la artesanía típicos de la Región Nordeste de Brasil. Frente al Campo de San Cristóbal, está localizada la sede carioca del SBT y estaba la escuela de samba Paraíso del Tuiuti, que ahora está próximo a su comunidad.
Recientemente el barrio pasó a abrigar la sede de los Diarios Asociados (Super Radio Tupi, Nativa FM y Periódico del Commercio) que tenía sede en la Calle del Livramento, en el barrio de la Salud, la nueva sede de la radio queda en la Calle Fonseca Telles, frente a iglesia de Santa Edwiges.

## Educación
San Cristóbal acoge una de las más tradicionales instituciones de enseñanza del país: el Colegio Pedro II, por donde pasaron muchas personalidades ilustres de la Historia de Brasil. Esta unidad del Colegio Pedro II ya fue blanco de un incendio, hecho que llevó la unidad a ser totalmente reconstruida. San Cristóbal acoge también la Escuela Técnica (y Media) Provincial Adolpho Bloch, la primera y única escuela pública en comunicación de América Latina, perteneciente a la Red Fundación de Apoyo a la Escuela Técnica. El barrio también abriga el Educandário Gonçalves de Araújo, histórica institución de enseñanza fundada en 1900.

## Salud
Entre otros servicios, la región cuenta con una unidad de los hospitales de la Red D'Or: el Hospital Quinta D'Or, desde 2001. Cuenta también con el Hospital de Clínicas Dr. Aloan (desde 1962),  el Hospital Maternidad Fernando Magalhães (desde 1955) y el Centro Municipal de Salud Ernesto Zeferino Tibau Junior, unidad de atención primaria a la salud (inaugurado en 13 de junio de 1956).